# Su le mani
Su le mani è stato un programma televisivo comico di intrattenimento e satira, andato in onda dal 27 giugno al 5 settembre 1996 in prima serata su Rai 1, per undici puntate.

## Il programma
Ideato da Carlo Conti, Marco Luci e Giancarlo Nicotra, e diretto dallo stesso Nicotra, con le musiche di Pinuccio Pirazzoli, il programma era trasmesso in diretta ogni giovedì sera dal locale "Bandiera Gialla" di Rimini per 11 puntate, ovvero per l'intera estate 1996.
La conduzione era affidata a Conti e alla cinese Dong Mei, spesso interrotti dagli interventi comici di Giorgio Panariello, nelle vesti di innumerevoli personaggi come Mario il bagnino, Simone il bambino, Lello Splendor o Nando l'impresario. Fra gli altri comici che intervenivano nel programma vi erano Emanuela Aureli e Niki Giustini.
È stata la prima trasmissione insieme sulla Rai per l'affiatata coppia Conti-Panariello, dopo il grande successo ottenuto sulle reti minori negli anni precedenti con la trasmissione Aria fresca. Un programma molto simile andrà poi in onda nella successiva estate 1997, sempre per 11 puntate e con il titolo di Va ora in onda.

## Ascolti TV
| Puntata | Prima Visione TV | Telespettatori | Share  |
| ------- | ---------------- | -------------- | ------ |
| 1^      | 27 giugno 1996   |                |        |
| 2^      | 4 luglio 1996    |                |        |
| 3^      | 11 luglio 1996   |                |        |
| 4^      | 18 luglio 1996   |                |        |
| 5^      | 25 luglio 1996   |                |        |
| 6^      | 1º agosto 1996   | 3.613.000      | 22,25% |
| 7^      | 8 agosto 1996    |                |        |
| 8^      | 15 agosto 1996   |                |        |
| 9^      | 22 agosto 1996   |                |        |
| 10^     | 29 agosto 1996   |                |        |
| 11^     | 5 settembre 1996 | 5.793.000      | 27,09% |